# Чебан Тамара Савеліївна

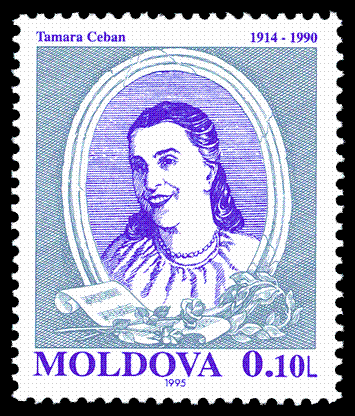
Поштова марка Молдови, 1995 рік

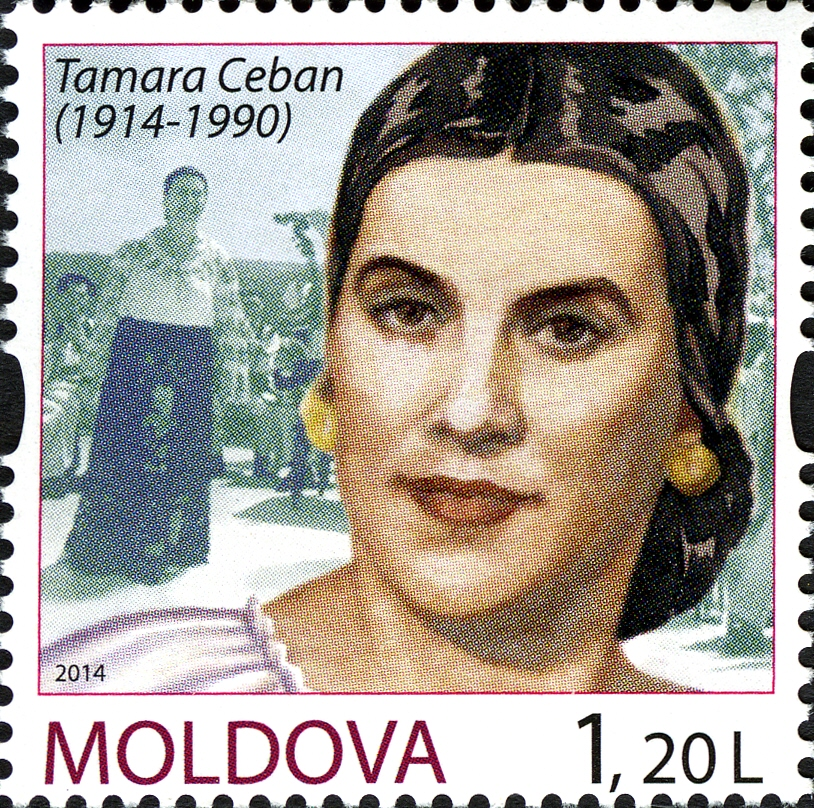
Поштова марка Молдови, присвячена 100-річному ювілею співачки. 2014

Тамара Савеліївна Чебан (уроджена Таратунська, рум. Tamara Ciobanu; 22 листопада (5 грудня) 1914, Березлоджі, Оргеєвський повіт, Бессарабська губернія — 23 жовтня 1990, Кишинів, Молдавська РСР) — молдавська радянська співачка (сопрано), виконавиця молдавських народних пісень, педагог. Народна артистка СРСР (1960). Лауреат Сталінської премії третього ступеня (1950). Сестра Валентини Савицької.

## Біографія
Тамара Чебан народилася 22 листопада (5 грудня) 1914 року у селі Березложи (нині в Оргіївському районі Республіки Молдова) в селянській родині. Батько — Сава Павлович Таратунский, на момент народження дочки проживав в Чорноморській губернії, мати — Олександра Петрівна.
У 1932 році закінчила жіночий ліцей «Принцеса Дадіані» у Кишиневі (за іншими джерелами — гімназію «Regina Maria»), потім Школу фельдшерів (1936—1938). Співала в якості співачки-сопрано в архієрейському хорі Кафедрального собору Кишинева під управлінням М. Березовського. Брала приватні уроки вокалу у Олександра Антоновського, А. Дическу, Р. Афанасіу. Протягом 1938—1940 років також вивчала музику в Кишинівській консерваторії «Municipal». В 1940 році, вже працюючи медсестрою, вступила до Кишинівської консерваторії (нині Академія музики, театру і образотворчих мистецтв) у клас Лідії Липковської.
Під час війни з мобілізацією поїхала до Саратова, де, працюючи в госпіталі, займалася по класу вокалу у Саратовській консерваторії імені Л. В. Собінова (1941—1944) у Р. Я. Білоцерківського та А. М. Пасхалової. У ці ж роки почала артистичну кар'єру солісткою на радіо міста, співала в концертах, виступала у військових частинах, перед пораненими, почала співпрацювати з українською хоровою капелою «Думка».
У 1946 році закінчила Кишинівську консерваторію по класу співу у Лідії Бабич.
У 1945—1951 роках співала у Кишинівській оперній студії, якою керував диригент Борис Мілютін, організованій композитором Давидом Гершфельдом при консерваторії. На сцені дебютувала в 1946 році в партії Чіо-Чіо-сан в опері «Мадам Батерфляй» Джакомо Пуччіні, яка разом з партією Тетяни в опері «Євгеній Онєгін» Петра Чайковського стали найкращими ролями в її виконанні. У ці ж роки була солісткою Молдавського радіо.
У 1947 році на першому Всесвітньому фестивалі молоді і студентів у Празі завоювала званням лауреата та диплом I ступеня, виконавши пісні, які стали візитною карткою Молдови: «Дойна», «Мэріоара», «Ляна».
У 1949—1973 роках Тамара Чебан була солісткою оркестру народних інструментів Ансамблю пісні і танцю «Флуєраш» Молдавської філармонії (нині Національна філармонія імені Сергія Лункевича). Вела активну концертну діяльність. У її репертуарі понад 400 пісень, в тому числі «Ляна», «Моришка», «Лелице Марії», пісні інших народів СРСР, а також твори молдовських композиторів («Нова дойна» Євгенія Коки, «Святкова хору», «Кэнецуе» Георгице тощо).
Гастролювала за кордоном: Румунія, Польща, Чехословаччина, Угорщина, Югославія, Австрія, НДР, Фінляндія, Канада, Монголія, Індія тощо.
Протягом своєї кар'єри співпрацювала з музикантами Сергієм Лункевичем, Давидом Федовим, Г. Ешану, В. Поляковим та ін. У фонді звукових архівів Національного радіо зберігається багато народних пісень у виконанні співачки.
З 1973 по 1985 роки викладала вокал у Кишинівському інституті мистецтв імені Р. Музическу (нині Академія музики, театру і образотворчих мистецтв) (з 1976 року — доцент кафедри вокалу).
З 1972 року — почесний голова Музично-хорового товариства Молдавської РСР.
Член КПРС з 1953 року. Депутат Верховної Ради СРСР 3-5-го скликань (1950—1962).
Пішла з життя 23 жовтня 1990 року в Кишиневі. Похована на Центральному (Вірменському) кладовищі.

## Родина
- Батько — Сава Павлович Таратунський, селянин
- Мати — Олександра Петрівна, селянка
- Сестра — Валентина Савеліївна Савицька (нар.. 1927), співачка, народна артистка Молдавської РСР (1964).

## Нагороди та звання
- Заслужена артистка Молдавської РСР (1949)
- Народна артистка Молдавської РСР (1953)[2]
- Народна артистка СРСР (1960)
- Сталінська премія третього ступеня (1950) — за виконання молдавських народних пісень
- Орден Леніна (1964)
- Орден Трудового Червоного Прапора (1949)
- Орден Дружби народів (1974)
- Орден Жовтневої Революції.

## Фільмографія
- 1955 — Молдавські наспіви — співачка

## Пам'ять
- На честь Тамари Чебан названі вулиці в Кишиневі, Бєльцях, Дрокії, Калараші, Оргіїві, Фалештах.
- У 1995 році була випущена поштова марка Молдови, присвячена Тамарі Чебан.
- У Кишиневі, на будинку по вулиці Штефан чел Маре, 132, де жила співачка останні роки життя, встановлена меморіальна дошка.
- З 1989 року, у пам'ять про Тамару Чебан проводиться Національний конкурс виконавців народної пісні, який є сьогодні одним з найпрестижніших у країні.
- У рідному селі співачки Березложі школа і музей носять ім'я Тамари Чебан.